# Reponedor

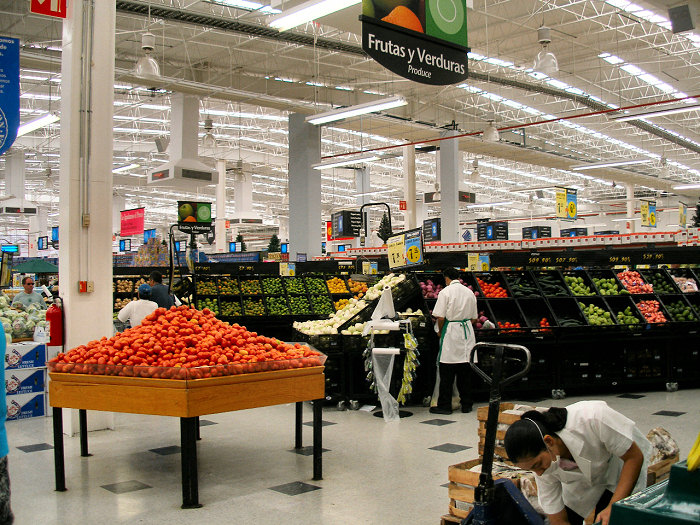
Reponedores en un supermercado

Un reponedor, o repositor, es un empleado que tiene por trabajo colocar la mercancía en las estanterías de los supermercados y otros establecimientos de comercio. Esta Figura fue creada a finales de los años 80 y principios de los años 90 por Procter and Gamble en Galicia, España, al verse en la necesidad de brindar un mejor servicio en las estanterias.
Entre las funciones de los reponedores figura las de transportar los embalajes desde el almacén del supermercado hasta la sala de venta e identificar su forma de apertura. Posteriormente, procede a rasgarlos ya sea con las manos, ya utilizando herramientas de corte como cúteres. Retira los embalajes vacíos o a punto de vaciarse y los colapsa para su destrucción o reciclaje. Acerca los productos más antiguos a la parte frontal de la estantería y coloca los nuevos al fondo bien de forma unitaria, bien dentro de su embalaje. Asimismo, encara los envases sobre el lineal para maximizar su valor promocional. 
El reponedor debe asegurarse de que haya siempre mercancía disponible en la estantería evitando las roturas de stock. Asimismo, debe procurar una buena presentación de la misma y su cercanía al comprador colocándola al frente de la estantería. 
El trabajo más intensivo de los reponedores se produce momentos antes de la apertura del establecimiento en que se rellenan todos los huecos de la tienda. No obstante, sigue realizando labores de reposición a lo largo de la jornada en función de las ventas de cada referencia. 
Los reponedores pueden tener asignada una sección específica dentro del supermercado o bien ocuparse de un área más amplia o incluso, de toda la tienda. En establecimientos de menores dimensiones, es habitual que los cajeros compaginen las labores de cobro con las de reposición en momentos de menor actividad.